# Thomas Hummel (Musiker)
Thomas Hummel (* 1962) ist ein deutscher Komponist, Musikinformatiker und Klangregisseur. Er lebt und arbeitet in Freiburg im Breisgau.

## Leben
Thomas Hummel studierte Komposition u. a. bei Klaus Huber und Mathias Spahlinger  in Köln und in Freiburg. Zwischen 1992 und 1994 war er als Komponist am IRCAM (Paris) eingeladen. Seit 1994 arbeitet er als Klangregisseur und Musikinformatiker beim EXPERIMENTALSTUDIO des SWR in Freiburg. Dort beschäftigt er sich mit der Forschung und Kompositionsarbeit im Bereich des instrumentalen Mischklangs und der Datenbankkomposition.

## Schaffen
Sein Werkspektrum reicht vom Solostück bis zum Orchesterwerk unter Einbeziehung elektronischer Medien. Seine Kompositionen wurden von namhaften Ensembles, u. a. Ensemble Court-Circuit, Holst-Sinfonietta, Ensemble SurPlus, Kairos Quartett und dem Radio-Sinfonieorchester Stuttgart aufgeführt und international im Radio gesendet.
Thomas Hummels Spezialgebiet ist die Sprachklangkomposition. Hierbei handelt es sich um Instrumentalwerke, deren Orchestrationen Sprachphonemene klanglich simulieren. Durch aufwändige Computerkalkulationen wird die geeignete Orchestration mit Hilfe von Klangdatenbanken nach und nach optimiert.
Seit 2006 arbeitet Thomas Hummel an der nach eigenen Angaben weltweit größten Klangdatenbank des zeitgenössischen Orchesters, „conTimbre“. conTimbre enthält mehr als 86.000 gesamplete Klänge und mehr als 4.000 Klangfarben von über 150 Orchesterinstrumenten, die sich mittels integrierter Sampleplayer („ePlayer“) zur Realisierung zeitgenössischer Partituren und zur algorithmischen Orchestration verwenden lassen.
Neben eine Reihe anderer Komponisten aus dem Bereich der Neuen Musik (etwa Emmanuel Nunes, Alwynne Pritchard, Roberto Rusconi, Johannes Kreidler, Moritz Eggert) setzt auch Thomas Hummel selbst virtuelle Instrumente aus Datenbanken wie conTimbre oder dem ebenfalls von ihm entwickelten „Virtual Orchestra“ in seinen Instrumentalkompositionen ein. Die daraus entstehenden Werke sind geprägt durch unterschiedliche klangliche Schattierungen – vom herkömmlichen, physischen Musikinstrument über durch Lautsprecher idealisiert wiedergegebene Instrumente bis hin zu rein virtuellen Samplerinstrumenten.

## Auszeichnungen und Publikationen
Thomas Hummel erhielt Kompositionspreise u. a. bei der Villa Concordia in Bamberg und beim Musikprotokoll Graz (im Rahmen des Festivals Steirischer Herbst) sowie Stipendien der Studienstiftung des deutschen Volkes, des DAAD und der Helene Rosenberg-Stiftung. An der Albert-Ludwigs-Universität Freiburg und der Staatlichen Hochschule für Gestaltung Karlsruhe (HfG) folgte er Lehraufträgen. Veröffentlichungen erfolgten bei MusikTexte, Dissonances, beim Pfau Verlag und bei Bärenreiter. Seine Komposition „Aus Trachila“ erschien 2008 bei NEOS Music auf CD.

## Werkauswahl
- „Räderwerk der Laute“ (für Sprecher und 7 Instrumente, 2002/2007)
- „Aventüren und Friesblüten“ (für Sprecher und 7 Instrumente, 2005)
- „Ins Ohr geschrieben“ (für Stimme, Klavier und Streichquartett, 2005)
- „Kopfwelten/Versteinerung“ (Musiktheaterprojekt für Flöte, Schlagzeug, Violoncello, Live-Elektronik und Video, 2004)
- „Aus Trachila“ (für großes Ensemble und Sprecherstimmen, 2003/2006)
- „bruillards“(für Streichquartett, 1998)
- „Nicanor“ (für großes Orchester, 1996/97)
- „the lugubrious game“ (für Violine und Tonband, 1995)
- „distances, mémoire et terre“ (für Ensemble und Live-Elektronik, 1994)
- „cocoon“ (für Streichquartett und Live-Elektronik, 1993)
- „Nocturne“ (für 2 Kontrabässe und Live-Elektronik, 1992)
- „Pan“(für Schlagzeug und Computer, 1991)
- „Sprachkristallisation III“ (für Bläserquintett, 1990)
- „Variations I nach John Cage“ (Klanginstallation mit Video, 1989)
- „Sprachkristallisation II“ (für Gitarre solo, 1988)
- „Sprachkristallisation I“ (für Ensemble, 1988)
- „Alban Bergs Klaviersonate op. 1“ (Instrumentation für großes Orchester, 1987)
- „Mikrotexturen“ (für Gitarre und Streichorchester, 1986)
- „Streichtrio“

(Stand Dezember 2013)